# Świadczenie pieniężne (prawo karne)
Świadczenie pieniężne – środek karny wymieniony w art. 39 Kodeksu karnego. Orzekać go może sąd w przypadku, gdy odstępuje od wymierzenia kary. Świadczenie to nie może przekroczyć 60 000 złotych.
Przed 1 stycznia 2012 r. świadczenie pieniężne można było orzec na rzecz instytucji, stowarzyszenia, fundacji lub organizacji społecznej, wpisanej do wykazu prowadzonego przez ministra sprawiedliwości, której podstawowym zadaniem lub celem statutowym jest spełnianie świadczeń na określony cel społeczny, który jest związany z ochroną dobra naruszonego lub zagrożonego przestępstwem, za które skazano sprawcę, to świadczenie nie mogło przekroczyć 20 000 złotych.
W razie skazania sprawcy za przestępstwo określone w art. 178a § 1, art. 179 lub art. 180 kk sąd orzeka świadczenie pieniężne na rzecz Funduszu Pomocy Pokrzywdzonym oraz Pomocy Postpenitencjarnej w wysokości co najmniej 5000 złotych, a w razie skazania sprawcy za przestępstwo określone w art. 178a § 4 kk co najmniej 10 000 złotych, do wysokości określonej na zasadach ogólnych.
Świadczenie pieniężne podlega wykonaniu przez komornika w drodze egzekucji sądowej (art. 196 k.k.w.).